# 支仓常长

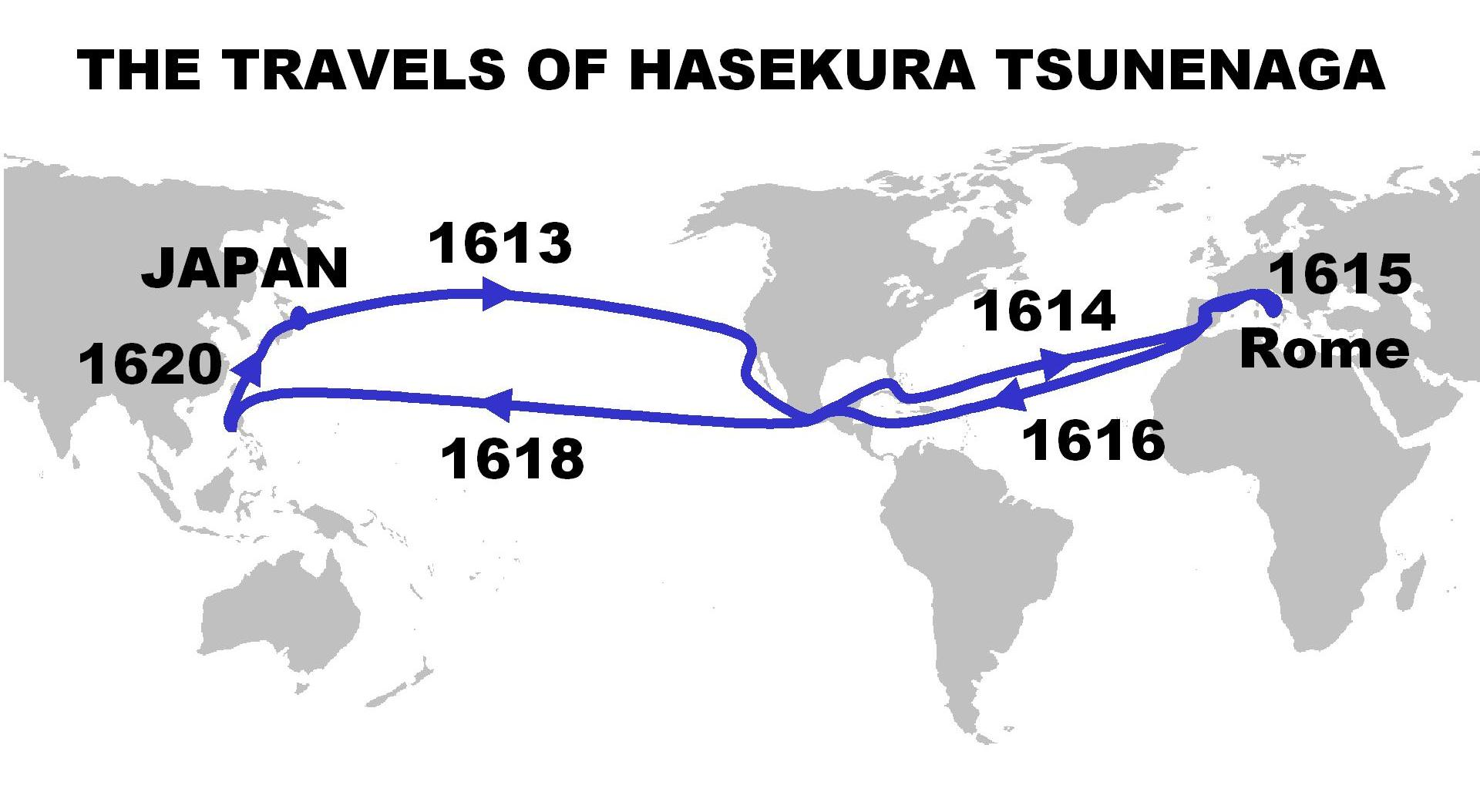
支倉常長的旅程

支倉常長（日语：／ Hasekura Tsunenaga；1571年—1622年8月7日）是日本仙台藩大名伊達政宗的家臣、藩士。1613年，率領使節團造訪墨西哥、歐洲等地；1620年，返回日本。他是最早被派往歐洲的日本使節之一，亦造就法國與日本第一次有記錄的交流。
支倉常長的洗禮名是斐理伯·方濟各（西班牙語：Felipe Francisco），在西方史料中以Don Felipe Francisco、Philip Francis Faxicura、Felipe Francisco Faxicura、Philippus Franciscus Faxecura Rocuyemon等名字登場。

## 出使之前
關於支倉常長早年生活的資料甚少。他的幼名是與市、六右衛門常經，洗禮名是斐理伯·方濟各（Felipe Francisco），是山口常成的兒子、支倉常成的養子。在出使之前，支倉常長曾參與1597年侵略朝鮮的慶長之役，擔任鐵砲及足輕組頭（火繩槍及步兵組長）6個月，是1591年鎮壓葛西大崎一揆（暴動）的將領之一。

## 西班牙與日本的交流

支倉常長的官方紋章，由兩支箭交叉的卐組成，在白色盾牌上，頂部是橙色背景的皇冠。

西班牙與日本的交流於16世紀開始。由於當時的西班牙人安德烈斯·德烏爾達內塔（Andres de Urdaneta）發現了由菲律賓航行至墨西哥（當時的新西班牙）的方法，因此後來不斷有西班牙商船經由菲律賓來往墨西哥與中國（馬尼拉在1571年成為主要的基地），而西班牙商船經常因為惡劣的天氣而在日本海岸附近失事，雙方因而開始了接觸。
最初西班牙人想在日本發展天主教信仰，然而卻遭到自1549年起開始在日本傳教的受葡萄牙保教權管理的耶穌會的強烈抵制。另一方面，葡萄牙和荷蘭也不想西班牙參與對日貿易。因此西班牙人在日本初期的發展並不順利。
1609年，西班牙大型帆船聖弗朗西斯科號原定由馬尼拉航行至阿卡普爾科，卻因為惡劣的天氣而在江戶附近的千葉失事。然而這次事故造就了西班牙與日本的一次重大交流：船員們被救起並受到熱情款待，而船長罗德里戈·德比维罗（Rodrigo de Vivero）更與當時江戶幕府政權實際統治者、表面上引退的德川家康會面。1609年11月29日，雙方更簽訂條約：西班牙可在日本東部建立工廠、由新西班牙引進採礦專家、其商船在必要時也可拜訪日本；而日本則派遣一位使者到西班牙王室。

## 大使的計劃
一位名叫路易斯·索特洛的圣方济各会修士在江户地區傳教，他說服了德川幕府以他為使者出使新西班牙（墨西哥）。1610年，他隨同一些返程的西班牙水手和22名日本人乘坐英國冒險家三浦按針（William Adams）為將軍所造的聖布埃納·本圖拉號（San Buena Ventura）出發了。在新西班牙，索特洛會見了總督路易斯·德維拉斯科（Luis de Velazco），總督同意以著名探險家塞瓦斯蒂安·比斯凱諾（Sebastian Vizcaino）的名義派使者到日本，並附加了一個額外任務就是去探尋被認為是在日本以东的號稱為「金銀島」的島嶼。

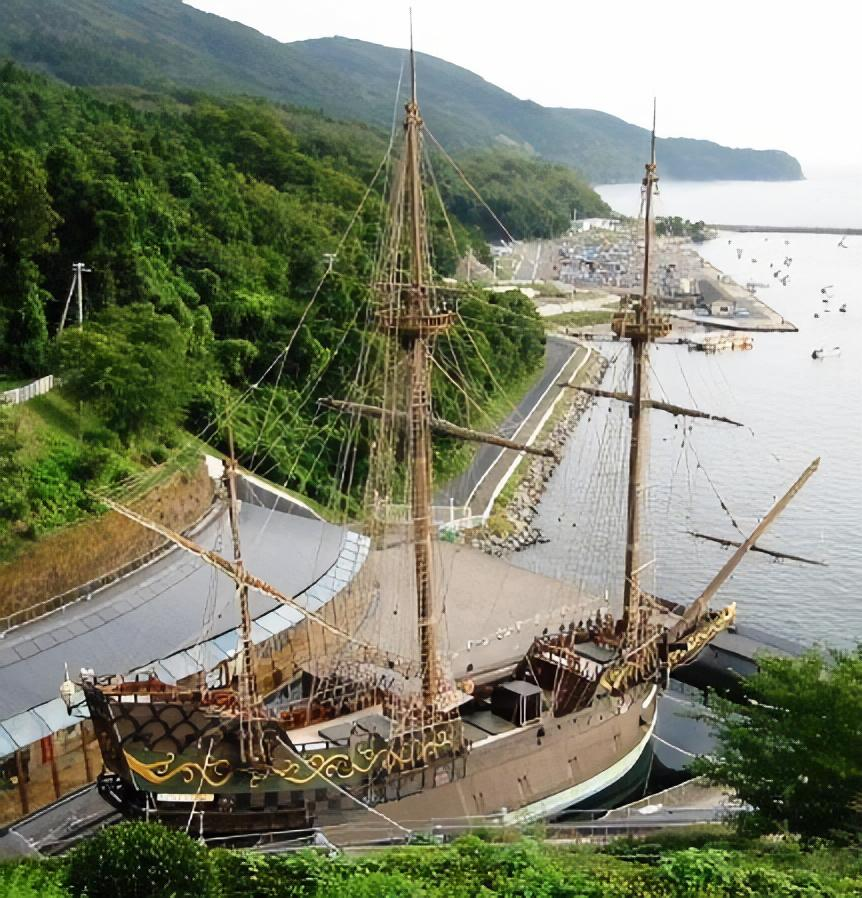
日本建造的蓋倫帆船「聖胡安包蒂斯塔號」的複製品，位於日本宮城縣石卷市。

比斯凱諾於1611年到達日本，並多次會見幕府將軍和封建領主，但是因為他對於日本傳統的蔑視，日本方面不斷增長的對於天主教信仰的抵制以及荷蘭人的對於西班牙野心的戒備而沒有取得什麼進展。比斯凱諾最終離開去尋找「金銀島」，在尋找的過程中遭遇壞天氣，這迫使他帶著重傷回到日本。
幕府將軍決定建造一艘大型帆船將比斯卡伊諾連同一個日本使團帶到新西班牙。
仙台大名伊達政宗全權負責此項工程，他命令家臣支倉常長主領此任務。日本人對這艘大型帆船命名為“伊達村號”，後由西班牙人改名為聖胡安·包蒂斯塔號（San Juan Bautista）。造此船總共用了45天，幕府派了800名造船工匠，700名鐵匠及3,000名木匠參與此項工程。

## 橫越太平洋之旅
工程完成之後，該船便於1613年10月28日出發前往墨西哥阿卡普爾科。隨行的有180人左右，包括了10名幕府武士（由海軍大臣向井將監提供）、12名仙台武士、120名日本商人、船員和隨從、以及大概40名西班牙人與葡萄牙人。
經過三個月的海上航行，該船於1614年1月25日到達阿卡普爾科，使者們受到了隆重的接待。而支倉常長的最終任務是出使歐洲，在墨西哥待了一段時間後，他在韋拉克魯斯乘坐名為唐·安東尼奧·奧肯多（Don Antonio Oquendo）的船出航。帆船於6月10日從聖何西出發駛往歐洲。支倉不得不將龐大的日本使團留在阿卡普爾科以等待他歸來。

## 出使歐洲

### 西班牙

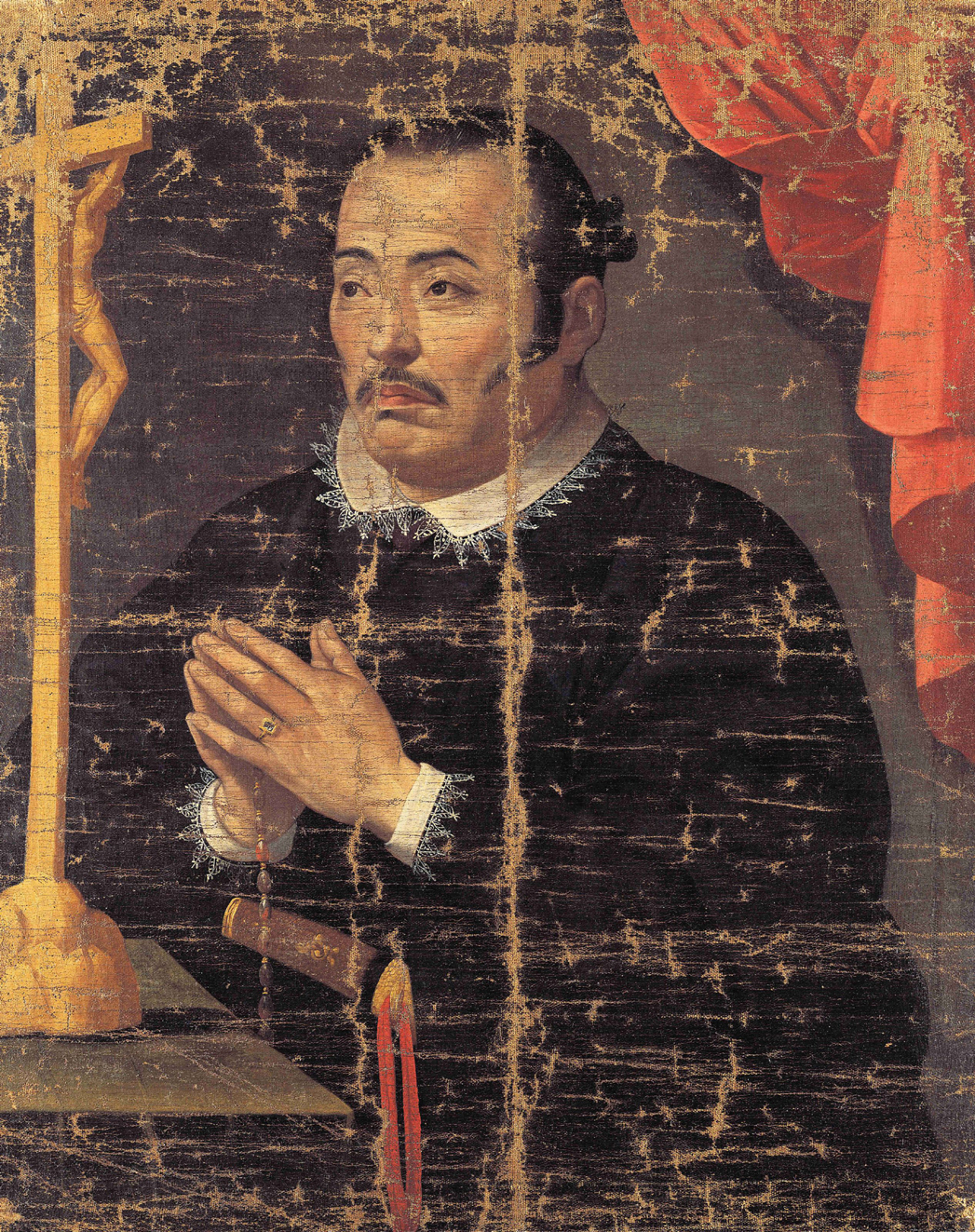
支倉於1615年在馬德里皈依天主教後在做祈禱.

艦隊於1614年10月5日到達西班牙桑卢卡尔-德巴拉梅达。
- 「歷經幾許危險和風暴，艦隊終於平安到岸，於10月5日抵達桑卢卡尔-德巴拉梅达港。駐在此地的梅迪納西多尼亞（此地在西班牙南部）公爵獲得通知後派出了船隻致敬和歡迎，並安排了豪華的住房給大使和他的隨從們居住......」[1].
- 「由Boju主政伊達政宗所派遣的大使支倉常長，於1614年10月23日，也就是星期三這一天到達了塞維利亞。隨從的有30名日本武士，12名弓箭手和執戟手。衛隊長是一個基督徒，名為托馬斯先生，他是一個日本殉教者的兒子」[2].

大使於1615年1月30日在馬德里會見了西班牙國王腓力三世。支倉向國王轉交了伊達政宗的信，是關於貿易的請求書。國王應允了這些要求。
支倉在2月17日由國王的私人神父授予洗禮，改名為菲利普·弗朗西斯科·支倉。

### 法國

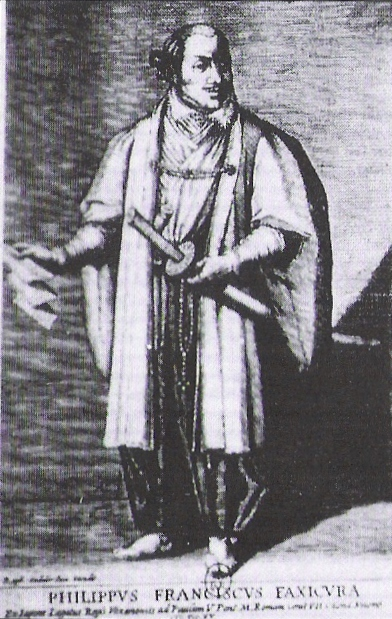
17世紀的書本中關於支倉訪歐的記錄.

在橫跨西班牙後，大使在地中海乘坐了三艘西班牙的三帆快速戰艦駛向意大利。由於糟糕的天氣，他們不得不在法國圣特罗佩港停留數日，在那裡他們受到當地貴族的款待，並引起了當地居民的注意。
日本大使的到訪被記錄在當地的編年史中，條目為「菲利普·弗朗西斯科·支倉，出使教宗的使者，陸奧國王伊達政宗家臣」
許多奇特的細節也記錄在案：
- 「他們從不用手指觸及食物，而是用三隻手指夾住兩根小棍子來夾食物」。
- 「他們用手掌大小的柔軟的絲綢似的軟紙擤鼻涕，並且一張紙絕不使用兩次，所以用過後就扔棄在地。他們很欣喜地看到我們的人圍過去把紙撿起來。」
- 「他們的劍鋒利無比，吹紙得過。」

支倉常長1615年對圣特罗佩的訪問是法日關係的最早記載。

### 意大利

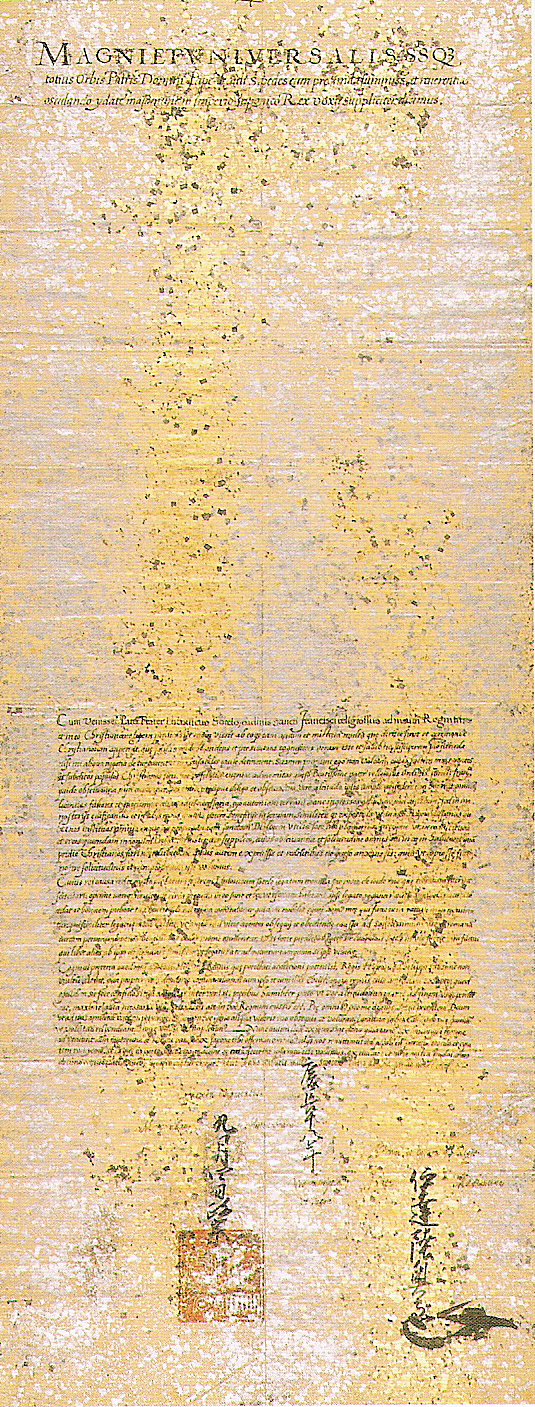
伊达政宗于1613年致教宗保羅五世的拉丁文书信

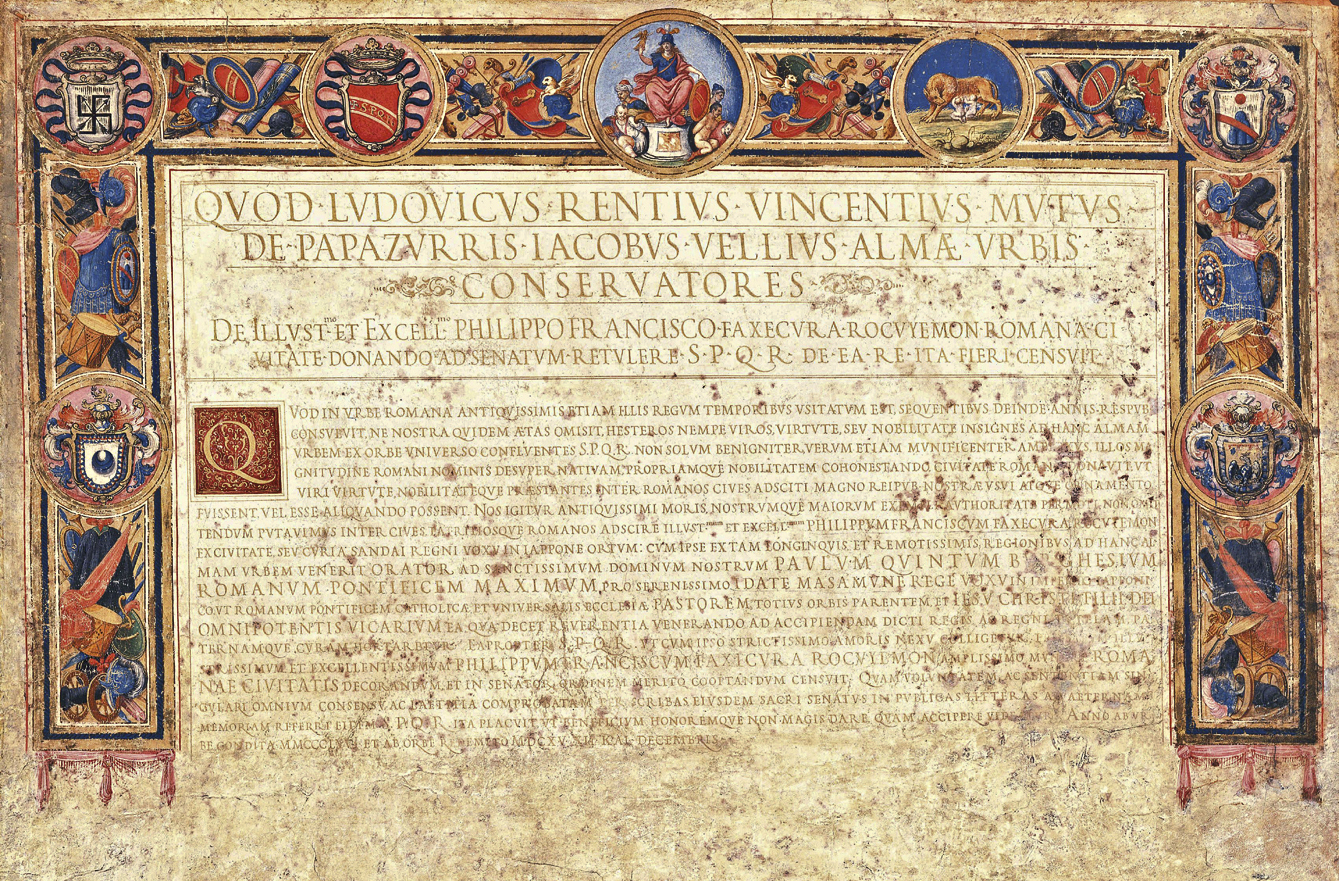
授予「支倉常長」羅馬市民稱號的文件。

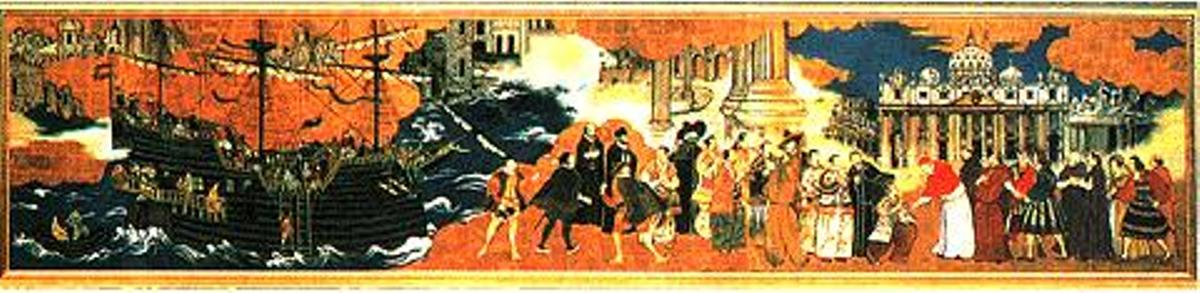
慶長遣歐使節於1615年在羅馬會見教皇保祿五世

日本使者到達意大利，他們得以於1615年11月在羅馬見到教皇保祿五世。支倉向教皇呈遞了一封信，其中含有日本和墨西哥通商的請求以及要求教皇派遣傳教士去日本。教皇同意派遣傳教士，但卻把要求通商的決定轉給西班牙國王做决定。教皇向伊達政宗寫信，這封信的復本至今仍可在梵蒂岡看到。
羅馬元老院同意授予支倉羅馬榮譽居民的稱號，這份文件他帶去了日本，現今在日本仙台。
意大利作家Scipione Amati於1615年和1616年間陪伴著大使，並在羅馬出版了一本名為「陸奧國歷史」的書。

1616年法國出版商Abraham Savgrain出版了記錄支倉對羅馬訪問的書《菲利普`弗朗西斯科`支倉先生在羅馬》（法語：Recit de l'entree solemnelle et remarquable faite a Rome, par Dom Philippe Francois Faxicura）

### 第二次造訪西班牙
第二次到達西班牙時，支仓再次覲見了國王，但國王拒絕簽署通商文件，因為支倉並不是代表日本政府的德川家康的使者。而德川於1614年1月發達公告下令驅逐在日本的傳教士，並迫害日本信仰天主教者。
支倉於1617年6月從塞維亞啟程回墨西哥，這時他已經在歐洲待了兩年了。而有一些日本使者留了下來住在西班牙靠近塞維亞的一個名叫滨河科里亚的小鎮上，他們的後代直到今日仍使用日本（Japón）作為自己的姓氏。

## 返回日本

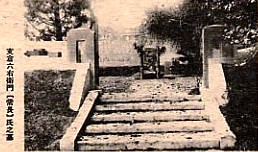
支倉常長之墓，宮城縣元福寺旁

1618年4月聖胡安·包蒂斯塔號從墨西哥到達菲律賓，支倉和索鐵羅登陸。這艘船被西班牙政府徵召作為抵抗荷蘭的戰船。支倉於1620年8月返抵日本。
等到支倉回來時，日本已經徹底地改變了：自1614年起，日本開始清除天主教在日本的影響，日本進入了鎖國時代。由於宗教迫害，試圖與墨西哥建立貿易聯繫的努力終告失敗。
最終，支倉似乎沒有取得什麼像樣的成果，除了他對於西班牙國力及其開發殖民地的方法的觀點影響了德川秀忠，並使他於1623年開始與西班牙斷絕貿易往來，於1624年斷絕了外交關係。
支倉後來怎麼樣無人知曉，但對於他晚年的說法卻有很多種。有人說他放棄了天主教信仰（常長回國時開始實行禁教令，有人說他身死殉教，還有人說他參加了天主教私密團體。支倉死於1622年，他的墳墓立在宮城縣川崎町元福寺旁、仙台市青葉區，還有就在大鄉町的支倉常長紀念公園。其兒子常賴在1640年，被幕府以天主教相關罪行判刑，支倉氏被絕後。
現時在西班牙西南部的科里亞德爾里奧有數百名居民姓“赫本”（Japón，西班牙文之日本），他們被認為是跟支倉常長一起去西班牙的人的後人。

## 其他
- 今日日語稱（hasekura），但當時文獻多作faxikura。由此可證明今日日語之「h-」音，當時讀作「f-」。

## 外部連結
- De Japon a Roma pasando por Coria 1614-1620 by Victor Valencia Japon. 是西班牙語關於Japon姓氏的來源（西班牙語）
- 慶長遣欧使節 （日語）
- The Epic Journey of Hasekura Tsunenaga （页面存档备份，存于）（英語）